# Shaman (film)
|  | Denne artikel er oprettet af botten Steenthbot ud fra en ekstern database. Den kan derfor have sproglige fejl eller mangler. Denne skabelon kan fjernes efter kontrol af indholdet. |

Shaman er en fransk animationsfilm fra 2007 instrueret af Luc Perez efter eget manuskript.

## Handling
Utaak sidder i et busstoppested i København. På himlen over byen ser han en fugl fra sit hjemland, Grønland, og mindes dengang en qivitoq dræbte bygdens fangere med hjælp fra en tupilak. Den unge Utaak, der var jæger, flygtede op i fjeldet, hvor han blev shaman. Som shaman vendte han tilbage til bygden og tilintetgjorde qivitoqen. Fuglen over København var Utaaks hjælpende ånd. Utaak er nu en træt gammel mand. Det korte animationseventyr iscenesætter den majestætiske men sårbare grønlandske kultur og natur i en blanding af klassisk animationshåndværk og ny computerteknik til en ualmindelig vital fortælling i lyd og billede, der afspejler den åndelige kraft, der kendetegner shamanismen.